# Crnogorska republička nogometna liga 1962./63.
Republička liga Crne Gore (Crnogorska republička nogometna liga) je bila liga trećeg stupnja nogometnog prvenstva Jugoslavije u sezoni 1962./63. 
 
Sudjelovalo je 10 klubova, a prvak je bio "Lovćen" iz Cetinja.  

## Ljestvica
| mj. | klub                   | ut. | pob. | ner. | por. | gol+ | gol- | bod |
| --- | ---------------------- | --- | ---- | ---- | ---- | ---- | ---- | --- |
| 1.  | Lovćen Cetinje         | 18  | 10   | 5    | 3    | 36   | 15   | 25  |
| 2.  | Jedinstvo Bijelo Polje | 18  | 10   | 5    | 3    | 36   | 21   | 25  |
| 3.  | Rudar Pljevlja         | 18  | 9    | 3    | 6    | 36   | 23   | 21  |
| 4.  | Bokelj Kotor           | 18  | 8    | 3    | 7    | 44   | 27   | 19  |
| 5.  | Iskra Danilovgrad      | 18  | 8    | 2    | 8    | 30   | 34   | 18  |
| 6.  | Ivangrad               | 18  | 8    | 1    | 9    | 37   | 44   | 17  |
| 7.  | Brskovo Mojkovac       | 18  | 6    | 4    | 8    | 25   | 39   | 16  |
| 8.  | Gorštak Kolašin        | 18  | 7    | 1    | 10   | 28   | 40   | 15  |
| 9.  | OFK Titograd           | 18  | 5    | 3    | 10   | 21   | 36   | 13  |
| 10. | Arsenal Tivat          | 18  | 4    | 3    | 11   | 22   | 36   | 11  |

- Ivangrad – tadašnji naziv za Berane
- Titograd – tadašnji naziv za Podgoricu
- "OFK Titograd"   – također naveden i kao "Titograd"

## Rezultatska križaljka
| kratica | klub                   | ARS | BOK | BRS | GOR | ISK | IVA | JED | LOV | OFKT | RUD |
| --- | ---------------------- | --- | --- | --- | --- | --- | --- | --- | --- | ---- | --- |
| ARS | Arsenal Tivat          |     |     |     |     |     |     |     |     |      |     |
| BOK | Bokelj Kotor           |     |     |     |     |     |     |     |     |      |     |
| BRS | Brskovo Mojkovac       |     |     |     |     |     |     |     |     |      |     |
| GOR | Gorštak Kolašin        |     |     |     |     |     |     |     |     |      |     |
| ISK | Iskra Danilovgrad      |     |     |     |     |     |     |     |     |      |     |
| IVA | Ivangrad               |     |     |     |     |     |     |     |     |      |     |
| JED | Jedinstvo Bijelo Polje |     |     |     |     |     |     |     |     |      |     |
| LOV | Lovćen Cetinje         |     |     |     |     |     |     |     |     |      |     |
| OFKT | OFK Titograd           |     |     |     |     |     |     |     |     |      |     |
| RUD | Rudar Pljevlja         |     |     |     |     |     |     |     |     |      |     |
| |                        |     |     |     |     |     |     |     |     |      |     |
| podebljan rezultat - utakmice od 1. do 9. kola (1. utakmica između klubova) rezultat normalne debljine - utakmice od 10. do 18. kola (2. utakmica između klubova) rezultat nakošen - nije vidljiv redoslijed odigravanja međusobnih utakmica iz dostupnih izvora rezultat nakošen i smanjen * - iz dostupnih izvora nije uočljiv domaćin susreta prekrižen rezultat - poništena ili brisana utakmica p - utakmica prekinuta 3:0 p.f. / 0:3 p.f. - rezultat 3:0 bez borbe n.i. - nije igrano |                        |     |     |     |     |     |     |     |     |      |     |

 Izvori: 